# پائولا برانکاتی
پائولا برانکاتی (انگلیسی: Paula Brancati؛ زادهٔ ۶ ژوئن ۱۹۸۹) بازیگر ایتالیایی‌تبار اهل کانادا است. وی از سال ۱۹۹۹ میلادی تاکنون مشغول فعالیت بوده‌است.
از فیلم‌ها یا برنامه‌های تلویزیونی که وی در آن نقش داشته‌است، می‌توان به بپر داخل! و ماجراهای مرداک اشاره کرد.